# Diecezja Jabalpur
Diecezja Jabalpur – diecezja rzymskokatolicka w Indiach. Została utworzona w 1935 jako prefektura apostolska  Jubbulpore. Przemianowana na prefekturę Jabalpur w 1950. Promowana do rangi diecezji w 1954.

## Ordynariusze
- Conrad Dubbelman, O.Praem. † (1933–1965)
- Leobard D'Souza † (1965–1975)
- Théophane Matthew Thannickunnel, O.Praem. (1976–2001)
- Gerald Almeida, (2001–2024)
- Valan Arasu (od 2024)